# Penya Alta (la Pobla de Cérvoles)
La Penya Alta és una muntanya de 1.016 metres que es troba entre els municipis de Vilanova de Prades, a la Conca de Barberà, i de la Pobla de Cérvoles, a les Garrigues.